# Amaro Antunes
Pour les articles homonymes, voir Antunes.
Raposo Antunes est un nom portugais ; le premier nom de famille (d'usage facultatif) est Raposo et le second est Antunes.
Amaro Manuel Raposo Antunes, né le 27 novembre 1990 à Vila Real de Santo António, est un coureur cycliste portugais.

## Biographie
En 2008, Amaro Antunes est champion du Portugal sur route et du contre-la-montre juniors (moins de 19 ans). Il remporte également le Tour du Portugal juniors.
En 2011, il rejoint l'équipe continentale portugaise LA-Antarte. Coureur avec des résultats modestes jusqu'ici, il se révèle en 2017, année où il rejoint une autre équipe continentale, la formation W52-FC Porto. Lors de cette-ci, il obtient des résultats spectaculaires sur les courses portugaises. En février, il surprend en remportant en solitaire la  dernière étape du Tour de l'Algarve face aux coureurs World Tour et termine cinquième du général de l'épreuve. Le 5 mars, il gagne la Classica da Arrábida. En juillet, lors du Trophée Joaquim-Agostinho, il remporte une étape, le classement général, le classement par points et le classement des grimpeurs. Le mois suivant, son leader Raúl Alarcón remporte le Tour du Portugal devant Antunes. Le duo du W52-FC Porto domine la course en s'adjugeant trois étapes et en repoussant leurs adversaires à plusieurs minutes.
Ses bonnes performances lui permettre de rejoindre l'équipe continentale professionnelle CCC Polsat Polkowice en 2018. Avec celle-ci, il gagne une étape, ainsi que le général du Tour of Malopolska et se classe deuxième du Tour des Apennins. En 2019, l'équipe est renommée CCC et monte en World Tour. Durant cette année, il est notamment huitième du Tour de l'Algarve et participe à son seul grand tour, le Tour d'Italie (54e). Lors de celui-ci, il obtient deux tops 10 d'étape, dont une troisième place sur la 19e étape.
En 2020, il fait son retour chez W52-FC Porto. Il remporte les Tours du Portugal 2020 et 2021. En mars 2021, son ancien leader Raúl Alarcón est suspendu pour une durée de quatre ans pour dopage par l'Union cycliste internationale (UCI) et perd tous ses résultats acquis depuis 2015. De ce fait, Antunes récupère la victoire au général du Tour du Portugal 2017. En avril 2022, l'équipe W52-FC Porto se retrouve au cœur d'une affaire de dopage. Des seringues, des pilules et du matériel de transfusion sont retrouvés lors de la perquisition. Sept coureurs et plusieurs dirigeants sont suspendus, trois autres sont provisoirement suspendus. Antunes est le seul des onze coureurs qui n'est pas concerné.
Cependant, en janvier 2023, Antunes est notifié par l'UCI pour des irrégularités détectées dans son passeport biologique, avec de fortes suspicions de dopage ou autres méthodes prohibées. Le 16 janvier, il annonce la fin de sa carrière en raison d'un prétendu « manque de motivation ». En février 2023, il est provisoirement suspendu par l'UCI pour usage de méthodes et/ou de substances interdites.
Le 28 février 2023, l'UCI annonce dans un communiqué qu'Amaro Antunes est suspendu pour quatre ans. Sa victoire lors du Tour du Portugal 2021 est annulée, ainsi que ses autres résultats sur la course en 2015 et 2016. Sa cinquième place et sa victoire d'étape sur le Tour de l'Algarve 2017 font partie des autres résultats retirés. Cependant, il devrait conserver ses succès sur le Tour du Portugal 2020 ainsi que sa victoire de 2017, cette dernière héritée de son coéquipier Raúl Alarcón, suspendu pour dopage en 2021.

## Palmarès
| - 2007 - 3e du championnat du Portugal du contre-la-montre juniors - 2008 - Champion du Portugal sur route juniors - Champion du Portugal du contre-la-montre juniors - Circuito Guadiana juniors - Tour du Portugal juniors : - Classement général - 2e et 3e étapes - 2009 - 3e étape du Tour de Palencia - 3e du Grand Prix de Mortágua - 2010 - 2e du Grand Prix de Mortágua - 2e du Tour des Terres de Santa Maria Feira - 3e de la Prova de Abertura - 2011 - 5e étape de Toscane-Terre de cyclisme - 2012 - 3e du championnat du Portugal du contre-la-montre espoirs - 2015 - 1re étape de la Volta ao Alto Támega - 2e de la Volta ao Alto Támega - 2e du Grand Prix Abimota | - 2017 - 5e étape du Tour de l'Algarve - Classica da Arrábida - Prologue du Grand Prix Jornal de Notícias - Trophée Joaquim-Agostinho : - Classement général - 2e étape - Tour du Portugal : - Classement général - 9e étape - 2018 - Tour of Malopolska : - Classement général - 3e étape - 2e du Tour des Apennins - 2020 - Tour du Portugal : - Classement général - 2e étape - 2021 - Classement général du Tour du Portugal |

## Résultats sur les grands tours

### Tour d'Italie
1 participation
- 2019 : 54e

## Classements mondiaux
| Année                                 | 2011 | 2012 | 2013 | 2014 | 2015 | 2016 | 2017 | 2018 | 2019 | 2020 | 2021 |
| ------------------------------------- | ---- | ---- | ---- | ---- | ---- | ---- | ---- | ---- | ---- | ---- | ---- |
| Classement mondial                    |      |      |      |      |      | 548e | 197e | 339e | 695e | 197e | 364e |
| UCI Europe Tour                       | 947e | nc   | nc   | 861e | 495e | 320e | 77e  | 186e | 511e | 163e | 304e |
|                                       |      |      |      |      |      |      |      |      |      |      |      |
| Légende : nc = non classéSource : UCI |      |      |      |      |      |      |      |      |      |      |      |